# Claude Papi
Claude Papi (Porto Vecchio, 16 aprile 1949 – Porto Vecchio, 28 gennaio 1983) è stato un calciatore francese, di ruolo centrocampista.

## Biografia
Ritirandosi dal calcio giocato nel 1982, Papi morirà pochi mesi dopo, il 28 gennaio 1983, a causa di una crisi cardiaca che lo aveva colpito durante una partita di tennis.
Nel 2005, in occasione del centenario della fondazione del Bastia, gli sarà intitolata la curva nord dello stadio Armand Cesari di Furiani.
Lo stadio di calcio di Porto Vecchio è intitolato a Claude Papi e dal 2017 anche una piazza a Bastia nel popolare quartiere di Lupino dove abitava con la famiglia.

## Carriera
Nativo della Corsica, Papi esordì come calciatore professionista nel 1968 nelle file del Bastia, che proprio in quell'anno raggiunse per la prima volta nella sua storia la massima serie francese.
Finalista nella Coppa di Francia del 1972 (persa poi contro l'Olympique Marsiglia), Papi fu convocato per la prima volta in Nazionale l'anno seguente in una gara amichevole contro la Danimarca. A questa convocazione ne seguì una successiva due anni dopo in un'altra gara amichevole contro la nazionale ungherese.
Nella stagione 1976-1977 ottenne il terzo posto nella Division 1, che valse alla squadra còrsa l'accesso in Coppa UEFA. La prestazione convincente di Papi (7 gol segnati) nella competizione europea (dove il Bastia raggiungerà le finali uscendo in seguito sconfitto per 3-0 dal PSV nella gara di ritorno) convinse il commissario tecnico francese Michel Hidalgo a convocarlo nella formazione per i mondiali di calcio del 1978. Durante la manifestazione Papi collezionerà la sua ultima presenza in Nazionale, nella partita contro l'Ungheria, in cui fu sostituito da Michel Platini.

## Statistiche

### Presenze e reti nei club
| Stagione  | Squadra       | Campionato | Campionato | Campionato |
| Stagione  | Squadra       | Comp       | Pres       | Reti       |
| --------- | ------------- | ---------- | ---------- | ---------- |
| 1967-1968 | Bastia        | D2         | 16         | 5          |
| 1968-1969 | Bastia        | D1         | 20         | 3          |
| 1969-1970 | Bastia        | D1         | 3          | 0          |
| 1970-1971 | Bastia        | D1         | 26         | 5          |
| 1971-1972 | Bastia        | D1         | 30         | 6          |
| 1972-1973 | Bastia        | D1         | 35         | 11         |
| 1973-1974 | Bastia        | D1         | 30         | 7          |
| 1974-1975 | Bastia        | D1         | 33         | 12         |
| 1975-1976 | Bastia        | D1         | 33         | 9          |
| 1976-1977 | Bastia        | D1         | 37         | 14         |
| 1977-1978 | Bastia        | D1         | 33         | 15         |
| 1978-1979 | Bastia        | D1         | 33         | 10         |
| 1979-1980 | Bastia        | D1         | 32         | 8          |
| 1980-1981 | Bastia        | D1         | 28         | 7          |
| 1981-1982 | Bastia        | D1         | 21         | 3          |
|           | Totale Bastia |            | 421        | 114        |

### Cronologia presenze e reti in nazionale
| Cronologia completa delle presenze e delle reti in nazionale ― Francia | Cronologia completa delle presenze e delle reti in nazionale ― Francia | Cronologia completa delle presenze e delle reti in nazionale ― Francia | Cronologia completa delle presenze e delle reti in nazionale ― Francia | Cronologia completa delle presenze e delle reti in nazionale ― Francia | Cronologia completa delle presenze e delle reti in nazionale ― Francia | Cronologia completa delle presenze e delle reti in nazionale ― Francia | Cronologia completa delle presenze e delle reti in nazionale ― Francia |
| Data                                                                   | Città                                                                  | In casa                                                                | Risultato                                                              | Ospiti                                                                 | Competizione                                                           | Reti                                                                   | Note                                                                   |
| ---------------------------------------------------------------------- | ---------------------------------------------------------------------- | ---------------------------------------------------------------------- | ---------------------------------------------------------------------- | ---------------------------------------------------------------------- | ---------------------------------------------------------------------- | ---------------------------------------------------------------------- | ---------------------------------------------------------------------- |
| 21-11-1973                                                             | Parigi                                                                 | Francia                                                                | 3 – 0                                                                  | Danimarca                                                              | Amichevole                                                             | -                                                                      |                                                                        |
| 26-3-1975                                                              | Parigi                                                                 | Francia                                                                | 2 – 0                                                                  | Ungheria                                                               | Amichevole                                                             | -                                                                      |                                                                        |
| 10-6-1978                                                              | Mar del Plata                                                          | Ungheria                                                               | 1 – 3                                                                  | Francia                                                                | Mondiali 1978 - 1º turno                                               | -                                                                      |                                                                        |
| Totale                                                                 |                                                                        | Presenze                                                               | 3                                                                      |                                                                        | Reti                                                                   | 0                                                                      |                                                                        |

## Palmarès
- Supercoppa francese: 1

Bastia: 1972
- Coppa di Francia: 1

Bastia: 1980-1981